# Скотті Михайло Іванович
Миха́йло Іва́нович Ско́тті (Мікела́нждело П'є́тро Ско́тті) (італ. Michel Angelo (Michelagnolo) Pietro Scotti; 17 [29] жовтня 1814, Санкт-Петербург, Російська імперія — 22 лютого [11 березня] 1861, Париж, Франція) — російський історичний і портретний живописець, аквареліст, академік, професор історичного живопису Імператорської Академії мистецтв.
Один із представників династії італійських живописців-декораторів, син художника Івана Карловича Скотті (італ. Giovanni Battista Scotti) (1776-1830).

## Біографія

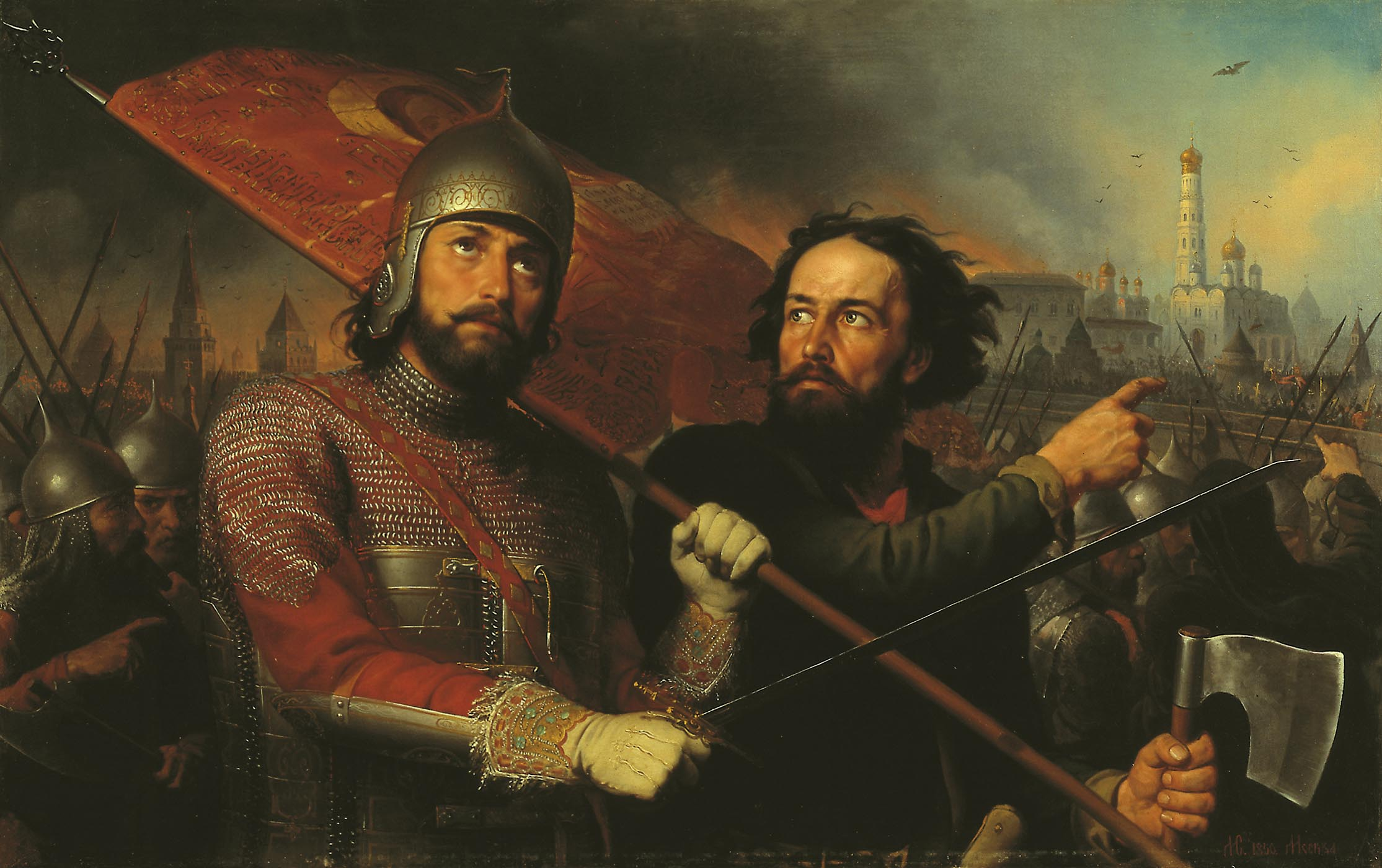
«Мінін і Пожарський», (1850), холст, масло — Нижньогородський державний художній музей

Початкову загальну освіту здобув у школі при костелі святої Катерини. Після смерті батька виховувався у будинку художника О. Є. Єгорова. Відвідував, як вільний учень, заняття в Академії мистецтв; під час навчання нагороджувався срібними медалями за успіхи у малюванні з натури та за портретний живопис. Завершивши навчання у 1835 році отримав малу золоту медаль за картину «Пожертви містян Нижнього Новгорода…».
1838 року поїхав разом із сім'єю графа П. І. Кутайсова до Італії, де пробув до 1844 року. В Італії сформувався його стиль, що нагадує мистецтво К. П. Брюллова. 1844 року М. І. Скотті писав ікони для православної церкви російського посольства в Константинополі. 1845 року він почав роботу з написання 28 ікон у Спаському соборі, який будувався в Нижньому Новгороді.
Академія мистецтв 18 листопада 1845 року надала йому звання академіка «з відомих праць з історичного та акварельного живопису». До весни 1849 року жив у Петербурзі, розписував «тоновські» церкви — Благовіщенську, Введенську, Миронівську (не збереглися).
З 16 травня 1849 року викладав у Московському училищі живопису та скульптури, замінивши Ф. С. Зав'ялова. Серед його безпосередніх учнів — К. Є. Маковський і М. В. Неврев; у нього навчалися В. Г. Перов і С. І. Грибков).
У 1857 році виїхав до Італії. 1859 року востаннє відвідав Москву. Помер у Парижі і похований на цвинтарі Монмартр

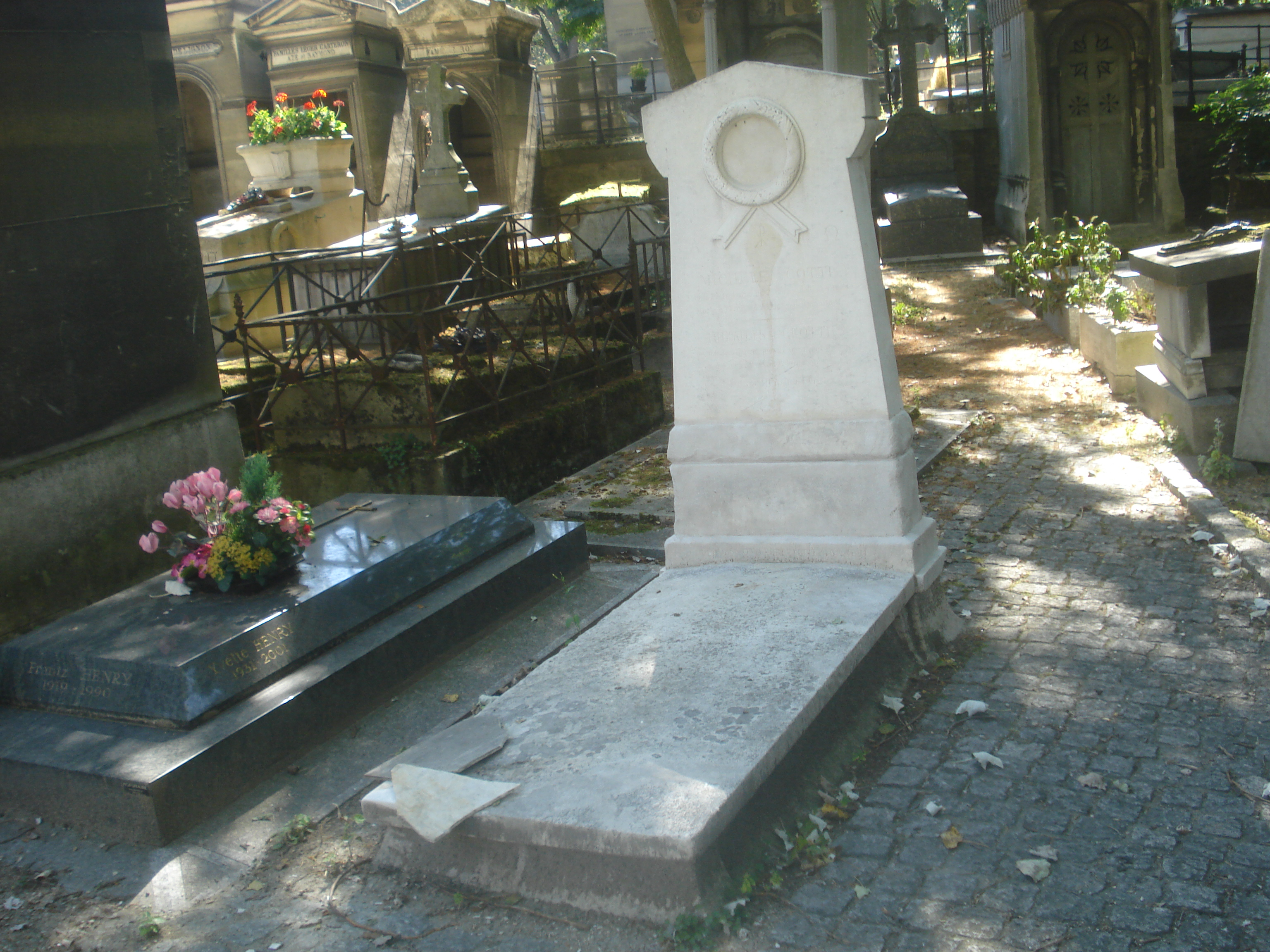
Могила художника в Парижі